# Shade
Shade現已更名為「Shade 3D」，是一款3D電腦繪圖軟體，可以使用於建模、渲染、動畫製作、3D列印等，特色是價格比其他同類軟體便宜。這款電腦軟體原先由日本的e frontier Japan公司開發，並於Mirye Software公司發表。2013年10月，Shade 3D開發團隊組成新公司 Shade3D Co.,Ltd.並持續研發與販售此軟體。現在由日本建築土木軟體開發商FORUM8(中文：富朗巴)接手，進行版本更新與維護，2020年推出最新版本21。

## 歷史
Shade於1980年代首次在日本發布，使其成為Mac OS和Windows平台上歷史最悠久的3D應用程式之一。日本軟體公司E Frontier於2000 年代初從ExpressionTools手中收購了Shade，後來收購了Poser的開發商Curious Labs，並透過子公司E Frontier America銷售Shade。後來E Frontier America將其直接擁有的資產出售給Smith Micro。2009年，Mirye Software在全球各地開始進行本地化和發布Shade的英文版本，直到2014年12月，Shade3D Co.,Ltd成立，並負責日文和英文版本的開發，包括日本在內的全球銷售。Shade 3D在全球擁有約200,000名用戶。

## 外部連結
- Shade online（页面存档备份，存于）
- Shade教學（页面存档备份，存于）